# Henrik 1. af Portugal
Henrik 1. – på portugisisk Dom Henrique I – (født 31. januar 1512, død 31. januar 1580) var Portugals konge i 1578-80.
Henrik var en yngre søn af Emanuel 1. og Maria af Spanien. Han lod sig ordinere i den katolske kirke og blev snart ærkebiskop af Braga, af Évora, og endelig kardinal.
Han var regent for sin unge nevø Sebastian 1. i 1557-68. Efter Sebastians død i Marokko i 1578 blev han selv konge.
Henrik fik ingen børn – som kardinal var han jo ugift – og var den sidste konge af Avizslægten. Han blev efterfulgt af sin fætter, Filip 2. af Spanien.